# Cantone di Valréas
Il Cantone di Valréas è una divisione amministrativa dell'arrondissement di Avignone.
La riforma complessiva dei cantoni del 2014 lo ha lasciato invariato.
Comprende i comuni di:
- Grillon
- Richerenches
- Valréas
- Visan

## Storia ed etimologia del nome
È noto anche e soprattutto come Enclave des Papes: si tratta appunto di un'enclave valchiusana (cioè della Vaucluse) nel dipartimento della Drôme, nonché di un'exclave della regione Provenza-Alpi-Costa Azzurra nella regione Rodano-Alpi.
Deve la sua storia, e il suo nome, alle vicende papali avignonesi. Il Papa, appunto, nel corso del XIII e del XIV secolo stabilì il trono di San Pietro ad Avignone, e acquisì continuamente territori nella zona della propria nuova sede.
Nel 1317 Giovanni XXII, appena eletto Papa, era molto malato e nel corso di una sosta sulla strada di Avignone bevve del vino di Valréas ed improvvisamente guarì, concludendo che il vino fosse miracoloso; pertanto decise di annettere quei territori ai possedimenti della Chiesa.
Curiosamente, però, tracciando i confini dei possedimenti papali, gli sfuggì una parte di quelle terre e quindi si trovò a possedere una enclave nel Delfinato, distaccata dai restanti territori papali in Francia.